# The White Stripes
The White Stripes je američki rock duo iz Detroita. Duo su činili tekstopisac Jack White (glavni vokal, gitara, klavir) i Meg White (bubnjevi). Često koriste crvenu, bijelu i crnu boju u svojoj odjeći. Jack i Meg su bili u braku kad su započeli karijeru, no u međuvremenu su se rastali.
Nakon dulje stanke, The White Stripes su se raspali 2. veljače 2011. godine.

## Diskografija
| Godina | Album               | Billboard 200 | Ujedinjeno Kraljevstvo |
| ------ | ------------------- | ------------- | ---------------------- |
| 1999.  | The White Stripes   | -             | 142                    |
| 2000.  | De Stijl            | -             | 137                    |
| 2001.  | White Blood Cells   | 61            | 55                     |
| 2003.  | Elephant            | 6             | 1                      |
| 2005.  | Get Behind Me Satan | 3             | 3                      |
| 2007.  | Icky Thump          | 2             | 1                      |

## Nagrade
| Nagrada                 | Kategorija                           | Za                                | Godina |
| ----------------------- | ------------------------------------ | --------------------------------- | ------ |
| Brit Awards             | Najbolja glazbena grupa              | The White Stripes                 | 2004.  |
| Grammy                  | Najbolji album - alternativna glazba | Elephant                          | 2004.  |
| Grammy                  | Najbolja rock pjesma                 | Seven Nation Army                 | 2004.  |
| Grammy                  | Najbolji album - alternativna glazba | Get Behind Me Satan               | 2006.  |
| Grammy                  | Najbolji album - alternativna glazba | Icky Thump                        | 2008.  |
| Grammy                  | Najbolja rock pjesma grupe ili dueta | Icky Thump (pjesma)               | 2008.  |
| Grammy                  | Najbolje ograničeno izdanje          | Under Great White Northern Lights | 2011.  |
| Meteor Music Awards     | Najbolji glazbeni album              | Elephant                          | 2004.  |
| MTV Video Music Awards  | Probojni spot                        | Fell in Love with a Girl          | 2002.  |
| MTV Video Music Awards  | Najbolji posebni efekti u spotu      | Fell in Love with a Girl          | 2002.  |
| MTV Video Music Awards  | Najbolje uređivanje spota            | Fell in Love with a Girl          | 2002.  |
| MTV Video Music Awards  | Najbolje uređivanje spota            | Seven Nation Army                 | 2003.  |
| MTV Video Music Awards  | Najbolja cinematografija             | Conquest                          | 2008.  |
| MTV Europe Music Awards | Najbolji rock izvođač                | The White Stripes                 | 2003.  |
| Shockwaves NME Awards   | Najbolji singl                       | Seven Nation Army                 | 2004.  |

## Vanjske poveznice
- Službena internet stranica
- The White Stripes službeni MySpace profil